# کلنگستان
کلنگستان، روستایی از توابع بخش مرکزی شهرستان صومعه‌سرا در استان گیلان ایران است.
کلنگستان از توابع طاهرگوراب  است و در میان روستاهای معاف وزیری، زیکسار ،ملکسر و شهر شاندرمن قرار دارد.

## جمعیت
این روستا در دهستان طاهرگوراب قرار دارد و براساس سرشماری مرکز آمار ایران در سال ۱۳۸۵، جمعیت آن ۸۵۱ نفر (۲۴۶خانوار) بوده‌است.